# Проспект Трубників
Проспект Трубників — бульварна вулиця в західній половині міста Нікополь у Дніпропетровської області. Вважається найкрасивішою у місті, що бере початок від будівлі Нікопольської міської ради та будинку Водників (проспект Трубників, 1) та закінчується заводоуправлінням ПдТЗ та багатоповерховим житловим будинком № 105 мікрорайону. Бульвар проспекту засаджений каштанами.
Проспект Трубників починається від вулиці Електрометалургів як продовження Преображенської вулиці. На початку проспекту ліворуч розташовано парк Перемоги й праворуч — Молодіжний парк. Перед початком промислової зони ліворуч розташовано сквер, після чого проспект змінює напрям з північного заходу на захід; і наостанок проспект повертає на південь, де закінчується на Херсонській вулиці.
Довжина вулиці — 4800 метрів; ширина — 60 метрів.
У житловій забудові проспекту Трубників виділяються декілька місцевостей:
- 45 квартал — ліва сторона проспекту від вулиці Станіславського до Каштанової вулиці,
- 44 квартал — права сторона від вулиці Раїси Кириченка до Каштанової вулиці,
- 38-й квартал — права сторона від Каштанової вулиці до вулиці Пилипа Орлика,
- Варна — обидві сторони від вулиці Пилипа Орлика до вулиці Малиновського,
- Соцмісто або Куба — обидві сторони від вулиці Малиновського до Соборної вулиці;
- мікрорайон Трубник-1 — від Соборної вулиці до скверу

## Історія

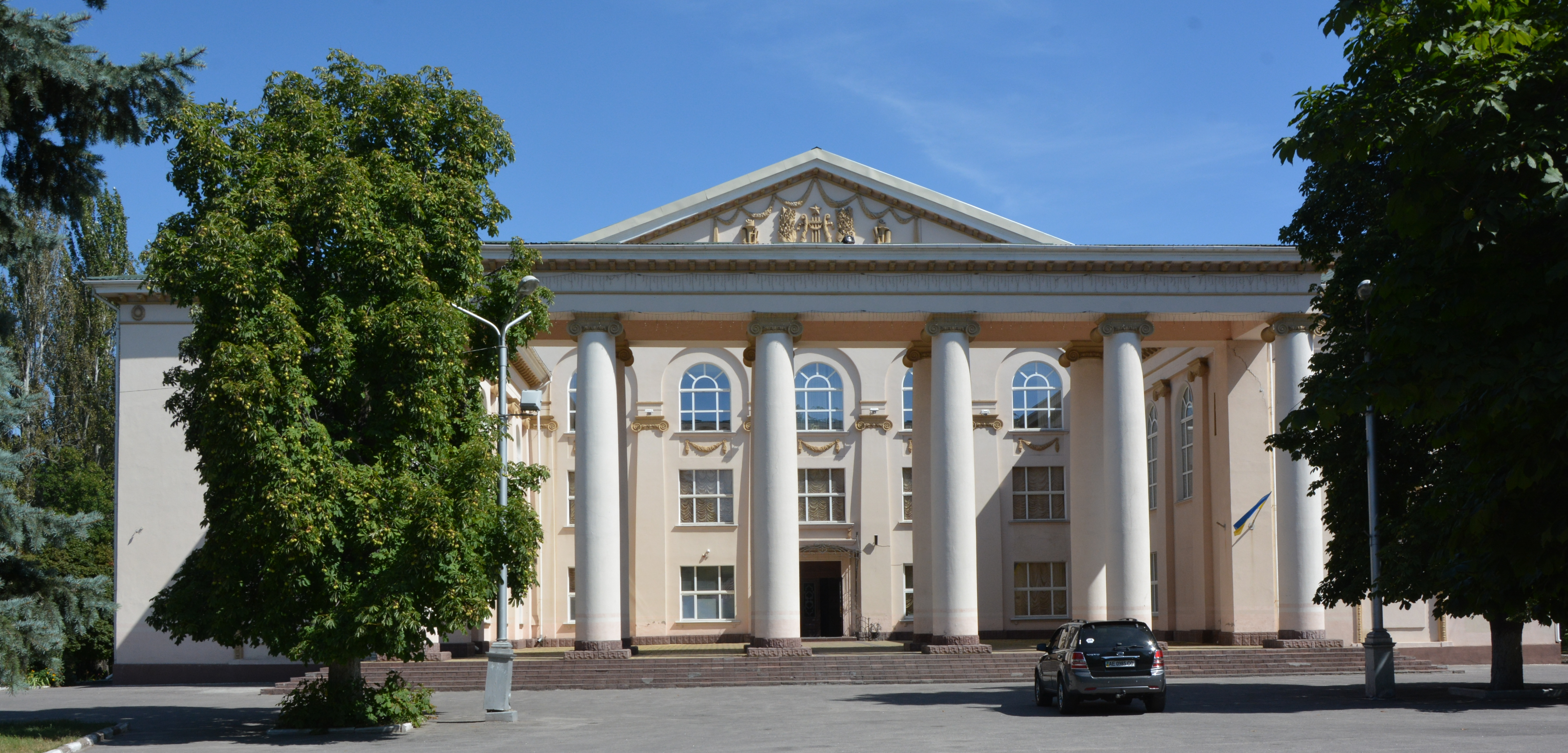
«Еліт-Клуб»; колишній Палац культури колишнього Нікопольського південнотрубного заводу; проспект Трубників, 38

Початкова назва проспекту — Перша Продовжня вулиця радянського Соцміста доби індустріалізації. Вулиця була прокладена у середині 1930-х років з розбудовою радянського Соцміста, що початково складалося з 10 чотириповерхових житлових будинків для робітників Південнотрубного заводу, зведеного у степу в 6 км від Старого міста — козацького Микитиного Рогу.
За культу особистості Йосипа Сталіна вулиця носила його ім'я — вулиці Сталіна. 1957 року перейменована на проспект Леніна. У 1996 році за наполяганням тодішнього генерального директора Південнотрубного заводу Олександра Куценка міськвиконком перейменував вулицю на сучасну назву — проспект Трубників, — що уславлює робітників трубного заводу, якому місто Нікополь завдячує своїм розквітом.
Першими будівлями вулиці були середня школа № 10 (зведена 1936 року; тепер школа № 25) та житлові будівлі № 9 (тепер № 41) і № 10 (тепер № 39), що були заселені у 1940—1941 роках. У перші місяці німецької окупації міста за німецько-радянської війни будинок № 10 без підключеної води та каналізації був в'язницею для полонених червоноармійців.

Після війни в 1946 році Ленінградська архітектурна-планувальна майстерня ДІПРОМЕЗу (Державний інститут з проєктування металургійних заводів) розробила план-проект забудови. У проєкті зазначалося:
«… Характер архітектури прийнятих типових дво- і триповерхових будинків — велика кількість терас і балконів, затишність їх розташування, можливість їх озеленити виткою зеленню, як не можна більш підходять до умов життя південного міста, яким і є Нікополь»
За цим проєктом силами полонених німців зведені перші житлові квартали Соцміста, поліклініку № 2, лікарня № 2. 2 і 3- поверховими житловими будинками з багатим озеленінням були забудований квартал по лівій стороні вулиці між вулицею Міронова й Альповою вулицею та інші житлові квартали Соцміста. Більшість будівель проспекту зведено у 1940-1950-х роках. Посередині вулиці пролягала залізнична гілка, якою ходив «трудовий» поїзд «ПТЗ — Місто». Зі зміною архітектурної політики в СРСР житловий район проспекту почали добудовувати поодинокими «хрущівками».
Окрасою проспекту став Палац культури Південнотрубного заводу. Увечері грав духовий оркестр, існували танцмайданчики. Квартал проспекту між вулицями Героїв Чорнобиля і Міронова отримав молодіжне прізвисько «Брод» від скороченого модного нью-йоркського Бродвею, що ототожнювалося з українським «бродити».
З часом на проспекті Леніна звели такі значні для нікопольчан будівлі: Центральний гастроном, перша в місті дев'ятиповерхівка, Палац одружень, банк, Нікопольський металургійний технікум, СПТУ-42, дитяча і стоматологічна поліклініки, ресторани, кафе, культурно-спортивний комплекс заводу феросплавів, Центральний універмаг та красивий й вмісткий стадіон «Металург», що належав НЗФ.
За УРСР проспектом проходили травнева й листопадова демонстрації.
За незалежної України на проспекті найпоширеніші у місті ОСББ.

## Перехрестя
- Преображенська вулиця
- вулиця Електрометалургів
- Першотравнева вулиця
- вулиця Богуна (на перехресті транспортне кільце з квітником)
- вулиця Станіславського
- вулиця Раїси Кириченко
- Каштанова вулиця (бульварного типу)
- вулиця Пилипа Орлика
- вулиця Героїв Чорнобиля (попередні назви: вулиця Сталіна, потім вулиця 40 років Жовтня)
- вулиця Івана Мазепи
- вулиця Європейська
- вулиця Юрія Липи
- Соборна вулиця
- вулиця Трубченка
- вулиця Паркова
- вулиця Георгія Нарбута
- Херсонська вулиця

## Будівлі
- № 1-1а — готель і кафе «Афіна»;
- № 11а — Укрсоцбанк (UniCredit Group);
- № 11 — Пенсійний фонд;
- № 12а — Нікопольські тепломережі;
- № 12б — Дитячій садок № 12 «Світляк»;
- № 13а — Шаховий клуб;
- № 14 — ЦУМ;
- № 15 — Магазин «Світ»;
- № 16 — Нікопольський професійний ліцей;
- № 18 — Нікопольський технікум Національної металургійної Академії України;
- № 18, корпус 3 — Нікопольський факультет Запорізького Національного Університету (НФ ЗНУ);
- Пам'ятник на честь звільнення Нікополя за німецько-радянської війни (танк ІС-2 на постаменті);

- № 18а — культурно-спортивний комплекс «Нікопольського заводу феросплавів»;
- № 27 — Нікопольська державна податкова інспекція Головного управління ДПС у Дніпропетровській області[2]; будівля початково будувалася, як готель ПТЗ з рестораном на 1-му поверсі[1];
- № 29 — житловий будинок зведений 1957 року;[1]
- № 34 — готель «Бутік-Отель»;
- № 35а — відділення жіночої гімназії «Едем»;
- № 37 — «Будинок зі шпилем»;
- Пам'ятник чорнобильцям;
- № 38 — нічний клуб, боулінг, тренажерний зал і ресторан «Еліт-Клуб»; колишній Палац культури колишнього Нікопольського Південно-трубного заводу; у минулому культурний осередок міста — тут діяли циркова та балетна студії, різні гуртки, виступали джаз-бенди й дуже популярний в 1950-1960-і роки радянський «співак Гавайських островів» Микола Щукін;
- Пам'ятник воїнам-афганцям «Чорний тюльпан»;
- № 39 — Піцерія «Челентано»; один з перших житлових будинків проспекту, заселений у 1940—1941 роках з початковою адресою — 1-ша Продовжна вулиця, 10; перші місяці німецької окупації міста за німецько-радянської війни будинок був в'язницею для полонених червоноармійців[1]
- № 41 — один з перших житлових будинків проспекту, заселений у 1940—1941 роках з початковою адресою — 1-ша Продовжна вулиця, 9;[1]
- № 44 — житловий будинок зведений 1950 року;[1]
- № 46 — середня загальноосвітня школа І-III ступенів № 25 з поглибленим трудовим і профільним навчанням; початково була школою № 10, що звели 1936 року за індивідуальним проєктом[1];
- № 47 — 3-поверхова Міська дитяча лікарня — відкрилася у реконструйованій у 2017—2020 роках будівлі Амбулаторій № 1 і № 3 з кошторисом у 51,3 млн грн.; тут розташовано поліклініка на 200 візитів у день (1-й поверх), стаціонар на 30-36 ліжок, лабораторії, рентген, діагностичне відділення та амбулаторія; у 2017 році амбулаторія № 1 переїхала в будівлю колишньої поліклініки № 3 на вулиці Івана Богуна, й амбулаторія № 3 переїхала на вулицю Станіславського, 18;[3][4]
- № 48 — стадіон «Металург» імені Куценка; ДЮСШ № 1; Руїни легкоатлетичного манежу;
- № 50а — Храм ікони Божої Матері «Цілительниця» УПЦ МП;
- № 50 — міська лікарня № 1;
- № 55 — ресторан «12 стільців»;
- Сквер з меморіалом Меморіал «Вічний вогонь» і Каплицею святих Петра і Февронії УПЦ МП;
- № 56 — Колишнє заводоуправління ПТЗ; ТОВ «Технопласт Плюс»; електроцех;
- № 56/2 — міська лікарня (поліклініка) № 4;
- № 87а — Нікопольський факультет Одеської національної юридичної академії:
- Центральна прохідна Нікопольського ПТЗ;
- № 91 — Територія колишнього Нікопольського південно-трубного заводу;
- № 95 — Нікопольський трубний інститут;
- № 97 — Пожежне депо;
- № 101 — будівля колишньої медчастини ПТЗ[4].
- Бульвар на проспекті Трубників.

## Пам'ятники
Головні пам'ятники Нікополя встановлені на проспекті Трубників:
- «Літак»,
- Танк ІС-2,
- Меморіал загиблим трубникам за німецько-радянської війни 1941—1945 років,
- Пам'ятник чорнобильцям,
- Пам'ятник воїнам-афганцям «Чорний тюльпан».

## Парки
Парки Перемоги і Металургів розташовані на початку і в кінці проспекту Трубників, що разом зі скверами та каштановим бульваром створюють зелене оздоблення єдиному проспекту міста.